# Aeroporto di Lecce-San Cataldo
L'Aeroporto di Lecce-San Cataldo è un aeroporto civile situato nei pressi della città di Lecce, in Italia.
Costruito nel 1970, sorge 9 km a est della città di Lecce e 3,5 km a sud-ovest di San Cataldo, frazione dei comuni di Lecce e Vernole.

## Storia
L'aeroporto è stato costruito nel 1970 dall'Aeroclub Lecce, che lo ha destinato ad attività amatoriali e alla scuola di volo. Nel 1990, a causa della mancanza di risorse, l'aeroporto fu chiuso, per poi essere riaperto nel 2000, quando venne riavviata la scuola di pilotaggio e furono offerti servizi di elisoccorso, aerotaxi, avvistamento incendi e ricognizione del territorio.
Nel 2002 la società Fly Mediterraneo, che da allora si occupa della gestione dell'impianto, ha investito cospicue risorse nel recupero e l'ampliamento della struttura. Lo scalo è stato chiuso nuovamente nel 2014. Dopo cinque anni di chiusura, l'aeroporto ha riaperto ufficialmente il 14 giugno 2019.
Dall'estate del 2023 l'infrastruttura è chiusa al traffico aereo e utilizzata come pista di collaudo per il Nardò Technical Center.